# 아크레 공방전 (1291년)

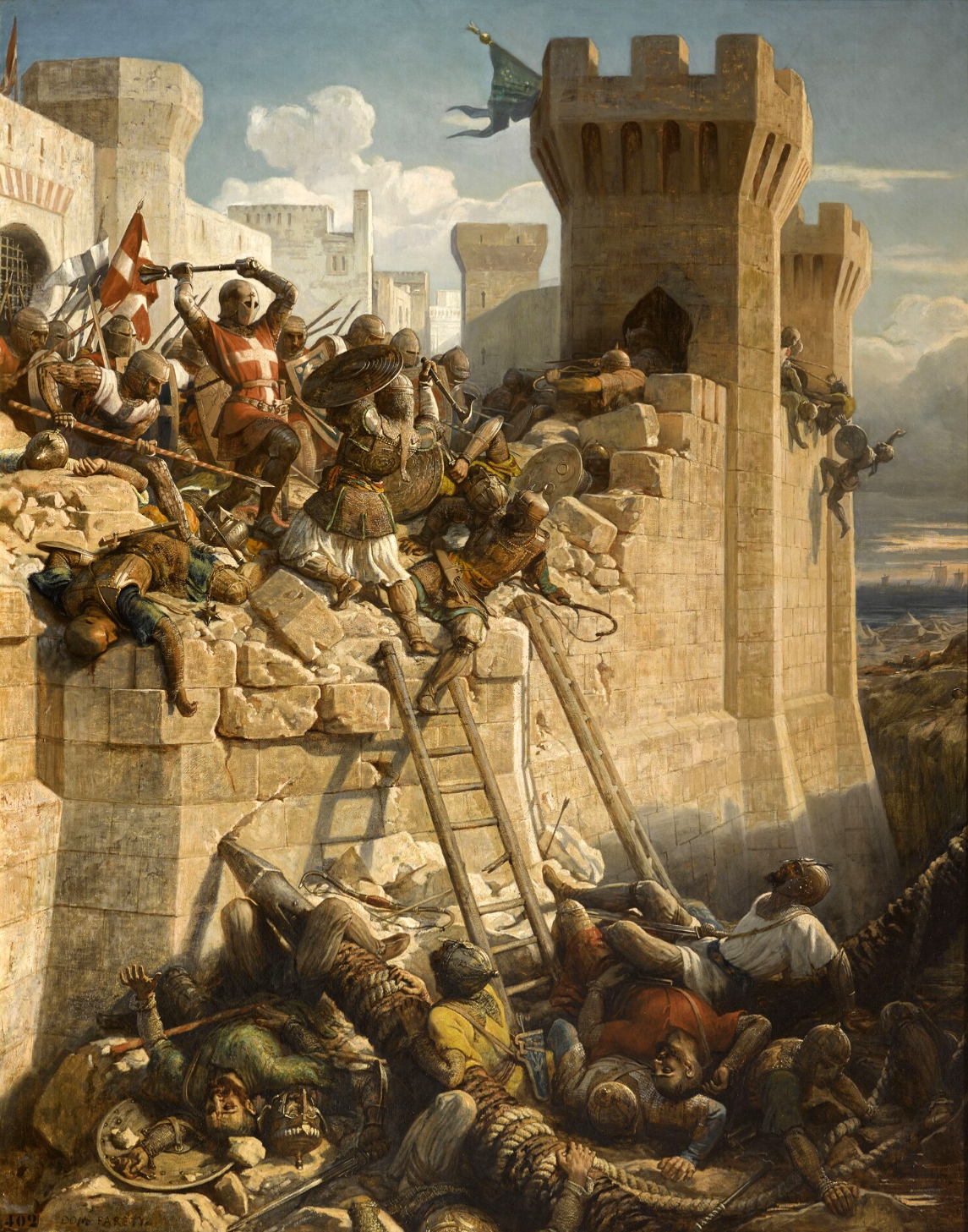
1291년 아크레 공성전에서 장벽을 방어하는 몰타 기사단 원수 기욤 드 클레몽

아크레 공방전(Siege of Acre, 혹은 아크레 함락(Fall of Acre)이라고 불리기도 한다.) 1291년에 일어났으며 무슬림에 의해 십자군이 다스리던 도시 아크레가 함락된 결과를 낳았다. 이는 이 시기에 가장 중요한 전투 중 하나로 여겨진다. 비록 십자군 운동이 그 후 몇세기 동안 몇번 더 계속되기도 했지만 이 도시의 함락은 더 이상 동지중해(Levant)에서의 십자군 운동의 종결을 뜻했다. 아크레가 함락될 때 십자군은 그들의 주전력인 예루살렘 왕국의 십자군을 잃었다. 그들은 여전히 북쪽 도시인 타르투스(Tartus)의 요새에 머물렀으며 해안가의 침입을 방어하고 루드(Ruad)의 작은 섬으로부터 침략을 시도하였다. 그러나 그들이 1302년과 1303년 사이에 벌어진 루드 공방전(Siege of Ruad)에서 이 거점을 잃은 뒤 십자군은 더 이상 성지의 어느부분에도 영향력을 발휘할 수 없었다.

## 배경
십자군 전쟁의 주된 전환점은 1187년, 중요한 하틴 전투(Battle of the Horns of Hattin)에서 기독교도의 예루살렘(Jerusalem)이 살라딘(Saladin)의 군대에게 패퇴하면서 부터였다. 십자군 지휘관들의 거점은 북쪽으로 옮겨갔으며 그 후 몇 백년동안 아크레에 머물렀다. 종교적인 명령권자들은 그들의 거점을 아크레 안, 혹은 그 근처에 두었으며 그들은 군사와 안정을 유지하기 위한 노력에 관한 중대한 결정들을 이곳에서 내리곤 했다. 한 예로 몽골군이 1200년대 중반에 동쪽에서 침입해왔을 때 기독교도들은 그들을 잠재적인 동맹자로 봤으나 동시에 이집트의 맘루크 이슬람군대에 대하여도 신중한 중립적 위치를 유지했다. 1260년 아크레 남작은 맘루크군이 그들의 영토를 지나치는 것을 묵인해주어 맘루크들로 하여금 몽골군에게 대항하여 갈릴리(Galilee)에서 벌어진 중요한 아인잘루트 전투(Battle of Ain Jalut)에서 귀중한 승리를 거둘 수 있게 하였다.
그러나 대부분의 맘루크와의 관계는 진심으로 우러난것이 아니었다. 1250년 이집트에서 맘루크 술탄조가 웅비하기 시작했고, 남아있는 십자군 영토들을 점령하며 십자군을 붕괴시키려고 했다. 아인잘루트 전투 이후 맘루크는 1261년 술탄 바이바르스(Baibars)의 지휘하에 십자군 영토에 대한 공격을 시작하였다. 1265년 카이사레아(caesarea), 하이파(haifa), 그리고 아르수프(Asuf)가 술탄에게 함락되었다. 그리고 해가 갈때쯤 중요한 라틴의 영지인 갈릴리가 함락되었으며 1268년 안티오크(Antioch) 역시 함락되었다.
이러한 영토들의 함락으로 유발된 위기를 돕기위해 십자군들이 유럽을 떠나 동쪽을 향해 출발했다. 프랑스의 루이 9세의 실패한 십자군이 1270년 튀니스(Tunis)에 진출한 것이 하나의 예이다. 그리고 제9차 십자군은 잉글랜드의 에드워드 공작(Edward I 후에 에드워드 1세)는 1271년에서 1272년동안 십자군 운동을 지휘했는데, 이것 역시 다른 하나의 예이다. 이러한 두 차례의 시도는 포위된 라틴 영지에 대하여 어떤 확실한 도움도 주지 못했다. 이때 참전한 군대가 너무 적었고 십자군 전쟁의 기간이 너무 짧았으며 군주들의 이해관계가 도움을 허락하기에는 너무 분화되었다.

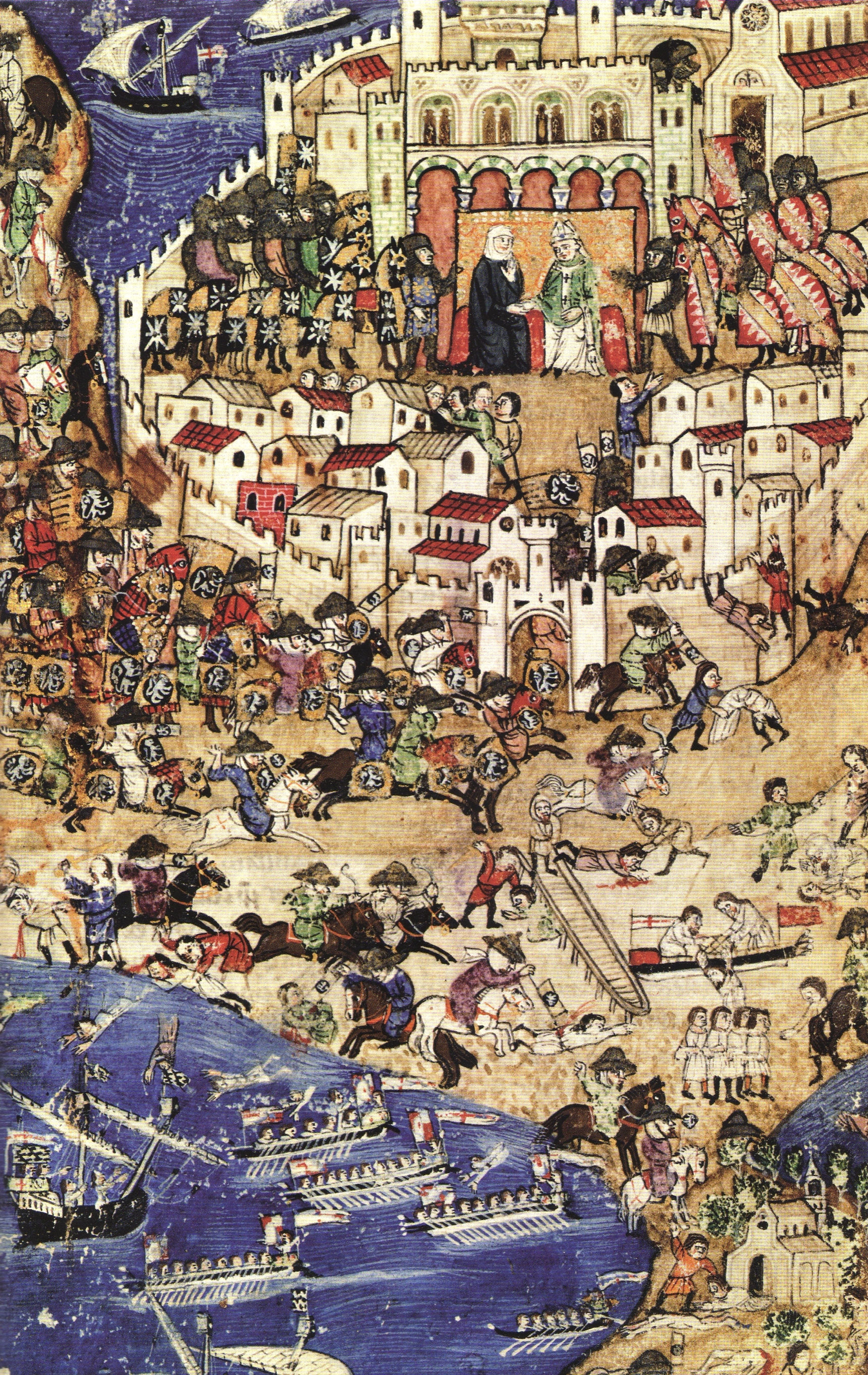
1289년 트리폴리 함락에 이어 아크레 정복에 대한 준비가 시작되었다.

교황 그레고리오 10세(Pope Gregory X)는 또다른 거대한 십자군을 구성하기 위해 일부 장군들의 군사적 열정을 독려하기 위해 힘썼으나 그의 노력은 허사가 되었다. 그의 이러한 노력의 실패는 교황의 조언자들에 의해 유럽 귀족들의 악덕과 게으름, 그리고 성직의 타락등으로 돌려졌다. 비록 이러한 요소들도 비난을 받을 만하긴 하지만 실패의 좀 더 근본적인 이유는 십자군들의 이상이 스스로에 의해 타락한 점을 들 수 있다. 그레고리오 10세의 전임자들은 온갖 특전과 칭호를 통해 십자군 신병을 보충하였고 이를 유럽에 있는 교황의 적들을 토벌하는 데 이용하였다. 이는 결국 십자군 운동에 악명을 안겨 주었다.
이런저런 사건들로 인해 교황의 노력에도 불구하고 더 이상 십자군 운동은 진전되지 않았다. 라틴의 동방에 대한 공격이 계속되었고, 이는 라틴왕국의 내재된 어려움으로 남아있었다. 1276년까지 상황은 외부적으로나 내부적으로 서서히 점점 위험해져갔다. 팔레스타인의 "예루살렘 왕국의 국왕" 앙리 2세는 항복함과 동시에 키프로스(Cyprus) 섬으로 도망쳤다. 라틴 왕국의 곤경은 더욱더 악화되었다. 1278년 라타키아(Lattakia)가 함락되었고 1289년 트리폴리(Tripoli) 역시 공방전 끝에 함락되었다.
맘루크들은 술탄 콸라운(Qalawun)의 아들 알아시라프 칼릴(Al-Ashraf Khalil)에 의해 지휘되고 있었다. 콸라운은 아크레 공격을 준비하다가 1290년 11월에 사망하였다.

### 방어를 위한 노력
몽골과 유럽 사이의 수십 년 동안의 연락은 프랑코-몽골 동맹(Franco Mongl alliance)을 향한 것이었는데, 이는 어떤 두드러진 결과를 내놓지 못했으며 이집트인의 최종적인 공격으로부터 아크레를 구하기 위해 이탈리아로부터 새로운 군대를 일으키는 일이 시도되었다.

### 무슬림의 대학살
트리폴리가 함락됨에 따라 키프로스의 왕이자 예루살렘 왕 앙리는 집사 장 드 그라이를 유럽에 보내 유럽의 군주들로 하여금 동지중해의 위험스런 상황에 대하여 알리기 위해 보냈다. 장은 그와 걱정을 같이하는 교황 니콜라오 4세와 만난 후 유럽의 기독교인들에게 성지를 위해 무엇인가 해 줄 것을 독려하는 편지를 보냈다. 그러나 프랑스, 아라곤 등은 시칠리아를 선점하는 데에 정신이 팔려있는 상태였으며 신성로마제국은 대공위 시대중이였고, 20여 년 전 십자군을 이끌었던 영국왕 에드워드 1세는 집안의 문제에 헤어나올 수 없는 상황이었다.
오직 적은 수의 농민군과 토스카나와 롬바르디아에서 온 시민군만이 일어났을 뿐이었다. 이들은 20척의 베네치아 갤리선에 의해 이동되었다. 이들은 도제의 아들인 니콜라오 티에폴로에 의해 지휘되었으며 돌아가는 장 드 그라이와 쉴리의 록스에 의해 보조를 받았다. 이들이 동방으로 항해할 때 비록 교황과 베네치아와는 대립하고 있지만 이들을 돕고자한 아라곤의 하이메 2세가 보낸 5척의 겔리선으로 구성된 함대가 합류하였다.
그러나 경험이 없고 통솔이 되지 않은 이탈리아에서 온 농민들은 무슬림 상인들과 아크레와 그 인근 농민들에 대한 학살을 1290년 8월에 자행하였다. 이러한 살해는 맘루크 술탄 콸라운에게 도시를 공격할 만한 빌미를 제공하였다. 콸라운은 그가 정의를 수행할 수 있도록 학살에 책임이 있는 자들을 송환할 것을 요구했다. 아크레의 감옥으로부터 기독교인 죄인들은 보낼 가능성에 대하여 논의한 끝에 기욤 드 보쥬의 의견에 따라 아크레 의회는 최종적으로 콸라운에게 누구도 보내지 않기로 결의했다. 대신 무슬림들이 죽은 것은 그들의 잘못 때문이라고 주장하려 하였다.
비록 1289년에 10년간의 동맹협악이 맺어졌지만 콸라운은 이제 휴전협정은 무가치한 것으로 여겼다. 10월이 되자 콸라운은 장군들에게 이동을 명했다. 비록 술탄은 11월에 죽지만 그의 후계자이며 아들인 칼릴이 아크레에 대한 공격을 지휘하였다.

## 공성전

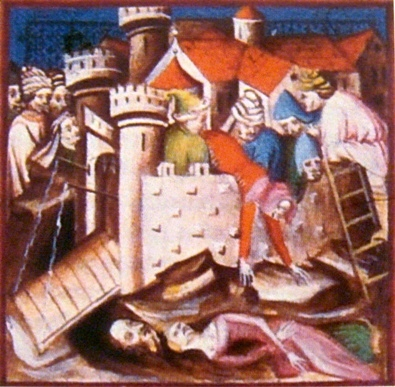
1291년 아크레 공성전의 중세적 표현

이 당시 아크레의 인구는 4만 5천명으로 추산되며 군대는 약 1만 4천명에 5월 6일 키프로스의 왕이자 예루살렘 왕이었던 앙리2세에 의해 보내진 2천명이 더했졌다. 그리고 맘루크 군대의 규모에 대해서는 신뢰할 만한 자료가 없지만 일부 기록에 따르면 도합 22만명으로 구성되어 있다고 한다. 하지만 실제 군세는 이보다 훨씬 적은 3만~7만명 정도로 보인다. 여기에 공성전에 자원한 병력, 즉 투석기 100여대(실제로는 67대 사용)이 투입되어 있었다. 주력병력은 성전기사단과 구호기사단, 템플기사단, 성 토머스 기사단, 튜튼기사단 등 기사단 병력으로, 도합 1천명 정도로 추산된다. 반면 이슬람측 주력은 맘루크 군대로, 실제 군세를 측정하기 어렵다.
공성전은 격렬했지만, 겨우 6주를 끌었을 뿐이다. 초반 십자군은 기사단을 중심으로 한 결사대가 돌격해 맘루크 공성기와 병력을 공격하기도 하는 등 적극적인 저항에 나섰다. 피사와 제노바, 베네치아에서 온 해군 병력도 투석기를 이용해 응전했지만, 높은 파고 등의 이유로 어느 시점부터는 이 전략을 사용해지 못하게 되었다. 육상 전투에서 기사단은 성벽을 잘 방어해냈고, 제해권은 그리스도교 측이 완전히 쥐고 있었다. 하지만 이후 왕들의 탑에 이어 성 니콜라스 탐, 블루앙 백작부인의 탑, 교황 대리의 탑 등에 이어 방어에서 가장 중요한 저주의 탑이 무너지며 기사단장들이 중상을 입거나 사망하고, 구호기사단장이 중상을 입은 채 키프로스로 도피하면서 아크레는 무너졌다. 아크레 공성전은 4월 6일에 시작하여 5월 18일에 도시가 함락되는 것으로 끝이났다. 비록 성전기사단은 그들의 요새화된 근거지를 28일까지 지켜내기는 했지만 대세에는 별 영향을 끼치지 못했다. 다른 기사단들은 맘루크와 강화를 맺고 퇴각하는 데 성공한다.

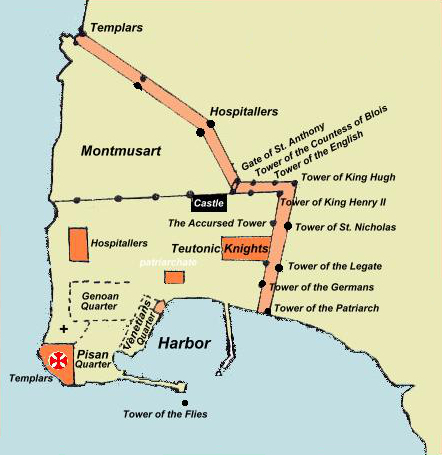
1291년 아크레 지도

한달동안 남아있던 십자군의 거점들이 쉽게 함락되었는데 시돈이 7월 14일, 하파가 7월 30일, 베이루트가 7월 31일, 타르수스가 8월 3일, 그리고 아틀릿이 8월 14일 함락되었다. 오직 시리아 해안 밖에 있는 알와드의 작은 섬만이 1302년, 1303년까지 유지되었을 뿐이었다.

## 영향
아크레의 함락은 예루살렘 십자군의 종결을 상징한다. 비록 십자군에 대한 논의를 충분할 만큼 계속되었지만 후세에 성지를 탈환할 만한 어떤 효과적인 십자군도 구성되지 않았다. 1291년까지 다른 생각들이 유럽의 군주와 귀족들에 대한 흥미와 열정을 사로잡았으며 심지어 강한 교황권을 위한 노력은 성지를 탈환하기 위해 군대를 일으키기 위한 노력에 제대로 부응하지 못했다.
라틴 왕국은 추방된 후에도 이론상으로는 키프로스 섬에서 지속되었다. 이곳에서 키프로스 왕은 본토를 수복할 계획을 세웠으나 무가치한 일이었다. 군자금, 병사등 이 일에 필요한 모든것이 결여되어 있었다. 1365년 피에르 1세의 마지막 노력을 살펴보면, 그는 이집트에 무사히 상륙하여 알렉산드리아(Alexandria)를 약탈했다. 그러나 한번 도시 약탈에 성공한 이후에 십자군은 그들의 약탈품들을 나누기 위해 가능한 한 빨리 키프로스로 도망갔다. 십자군으로서 이 사건은 극도로 쓸모없는 일이었다.
이 전투의 패배 이후 구호기사단은 몰타 섬으로 옮겨 몰타 기사단이라고 불리게 되었다. 성전기사단의 일부는 프랑스로 도피했다가 전원이 고문되고 사형에 처했다. 튜튼기사단과 성 토머스 기사단은 각각 모국인 신성로마제국과 잉글랜드 왕국으로 돌아갔다.
14세기에 다른 십자군들이 조직되는 듯 보였다. 그러나 이러한 기획들은 11세기와 12세기에서 일반적으로 십자군이라 불리는 원정들과는 조금 다르다. 14세기의 십자군은 예루살렘의 탈환과 성지 탈환을 목표로 하지 않았고, 대신에 유럽으로 쳐들어 오는 오스만 투르크의 진출을 저지하기 위해서였다. 비록 14세기의 십자군이 성지를 재탈환하기 위한 모의전으로서의 오스만 투르크를 패배시키기 위한 활동에 착수하였지만, 그 이후의 어떤 십자군도 시리아나 팔레스타인을 공격할 시도를 하지 못했다. 그리고 오스만 제국을 막기 위한 14세기의 십자군은 잇따라 실패하여 함락 이후 500여 년 동안 유럽인들은 맘루크 왕조, 후에는 오스만 제국 때문에 성지로 진출하지 못한다.

## 같이 보기
- 알아시라프 칼릴

## 더 읽어보기
- Nicolle, David Acre 1291 (Osprey Campaign 154) Osprey, 2005.